# Тиффани Мейсон
Тиффани Мейсон (англ. Tiffany Mason, настоящее имя Keesha Mashawn Christenson; род. 20 января 1982 года, Финикс, Аризона, США) — американская порноактриса.

## Карьера
Карьеру в порноиндустрии начала в 2000 году, когда ей было 18 лет. В 2002 году изменила псевдоним на Taya, подписав эксклюзивный контракт с «Vivid Video». С 2000 по 2005 год снялась в 108 порнофильмах.

## Награды и номинации
| Год  | Церемония  | Результат | Награда                |
| ---- | ---------- | --------- | ---------------------- |
| 2001 | AVN Awards | Номинация | Лучшая новая старлетка |
| 2001 | XRCO Award | Номинация | Cream Dream            |